# Mijikenda
Les Mijikenda (littéralement « les neuf villes ») sont les neuf tribus établies le long des côtes du Kenya, de la Somalie et de la Tanzanie. Elles comprennent les Digo, Chonyi, Kambe, Duruma, Kauma, Ribe, Rabai, Jibana et Giriama. Chacune a des coutumes et une langue propre, même si les langues sont similaires entre elles et avec le swahili. Les traditions sont riches et préservées car les colonisateurs britanniques et allemands ont eu une grande influence sur l'intérieur du Kenya,  mais ont laissé à l'écart la côte plus pauvre.

## Ethnonymie
Selon les sources et le contexte, on observe plusieurs variantes : Kinyika, Makayachenda, Midzichenda, Miji Kenda, Mijikendas, Nika, Nyanika, 
Nyika, Nyka, Wanika, Wanyika, Wanyka.

## Histoire

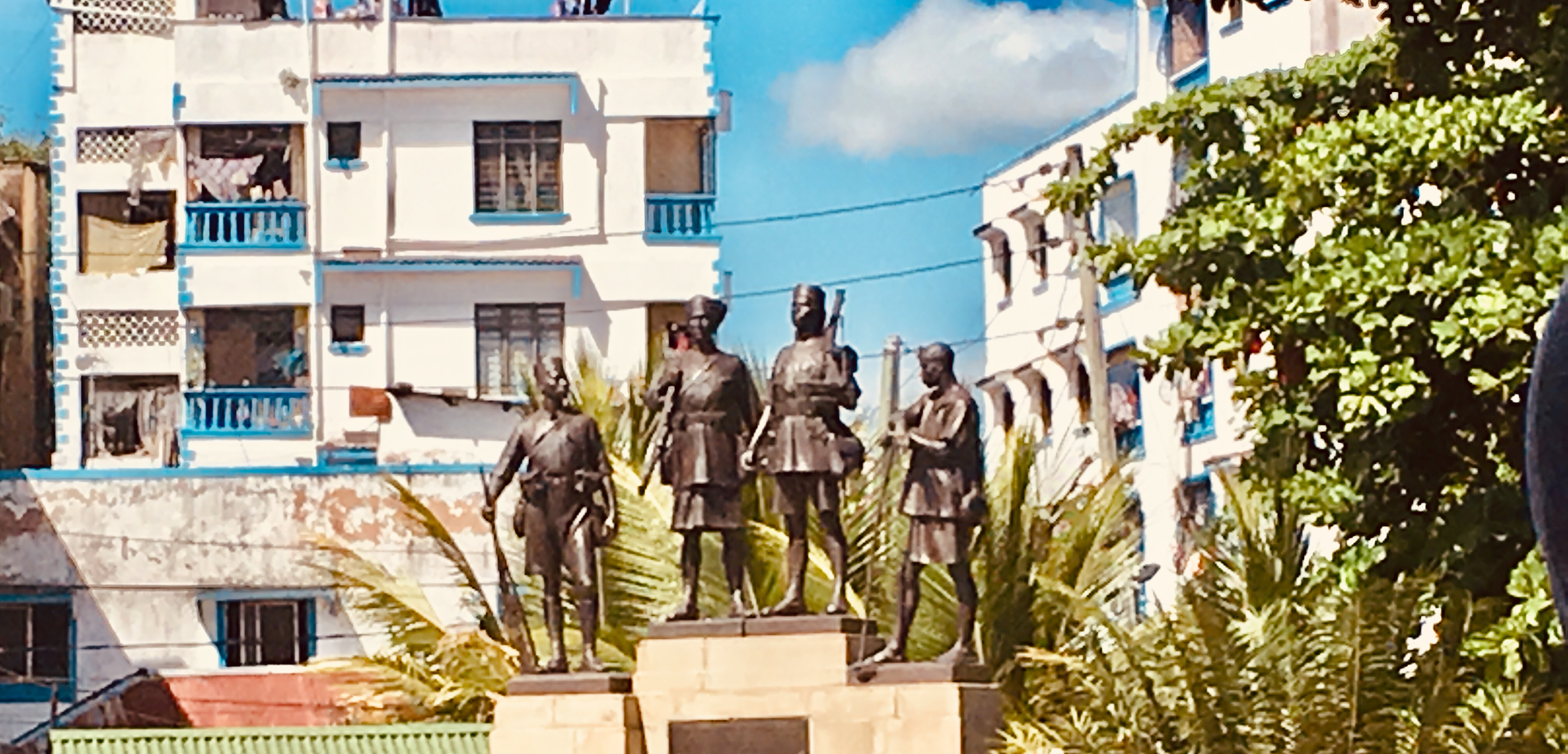
Statues des combattants mijikenda à Mombasa.

## Habitat traditionnel

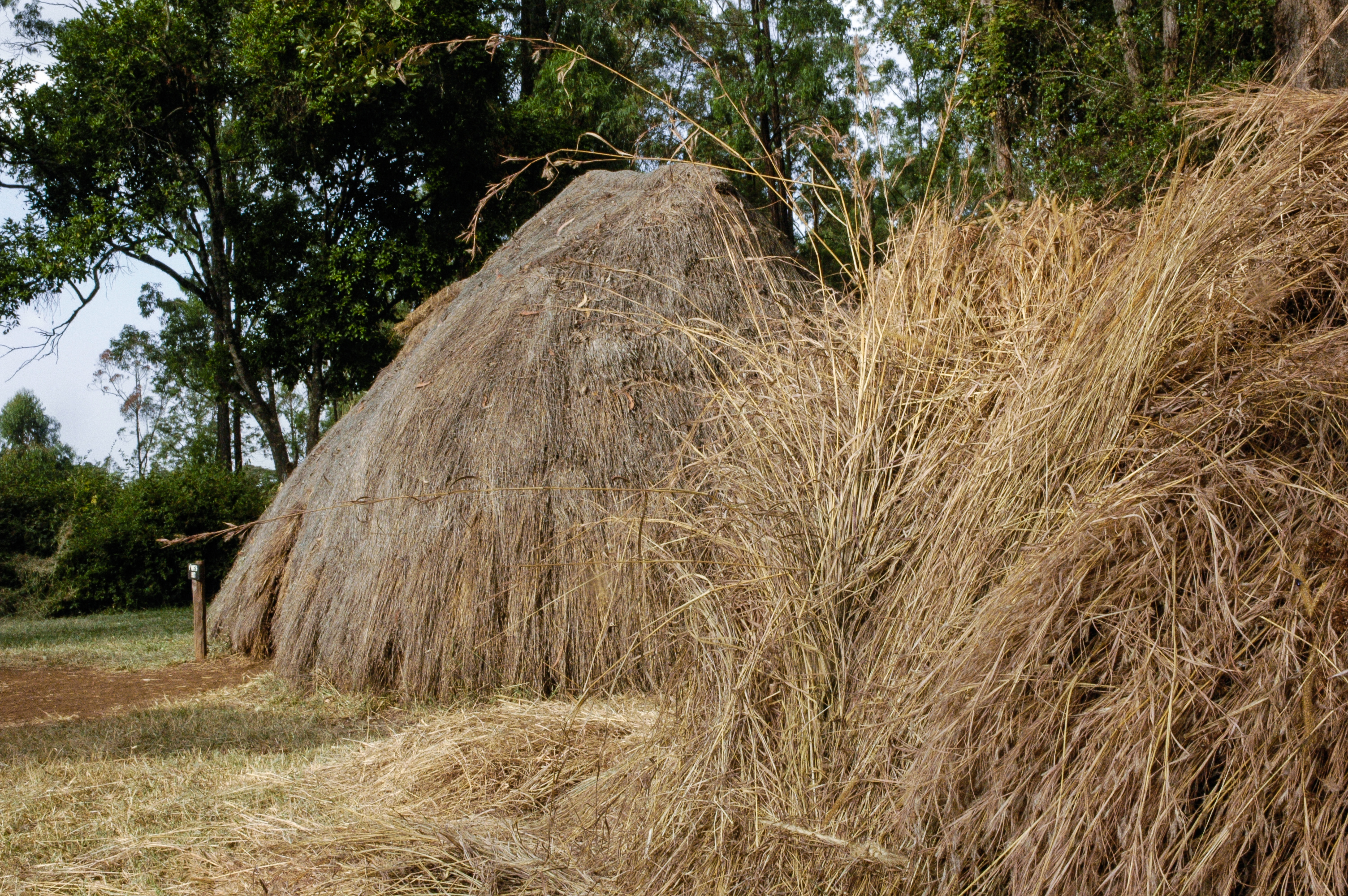
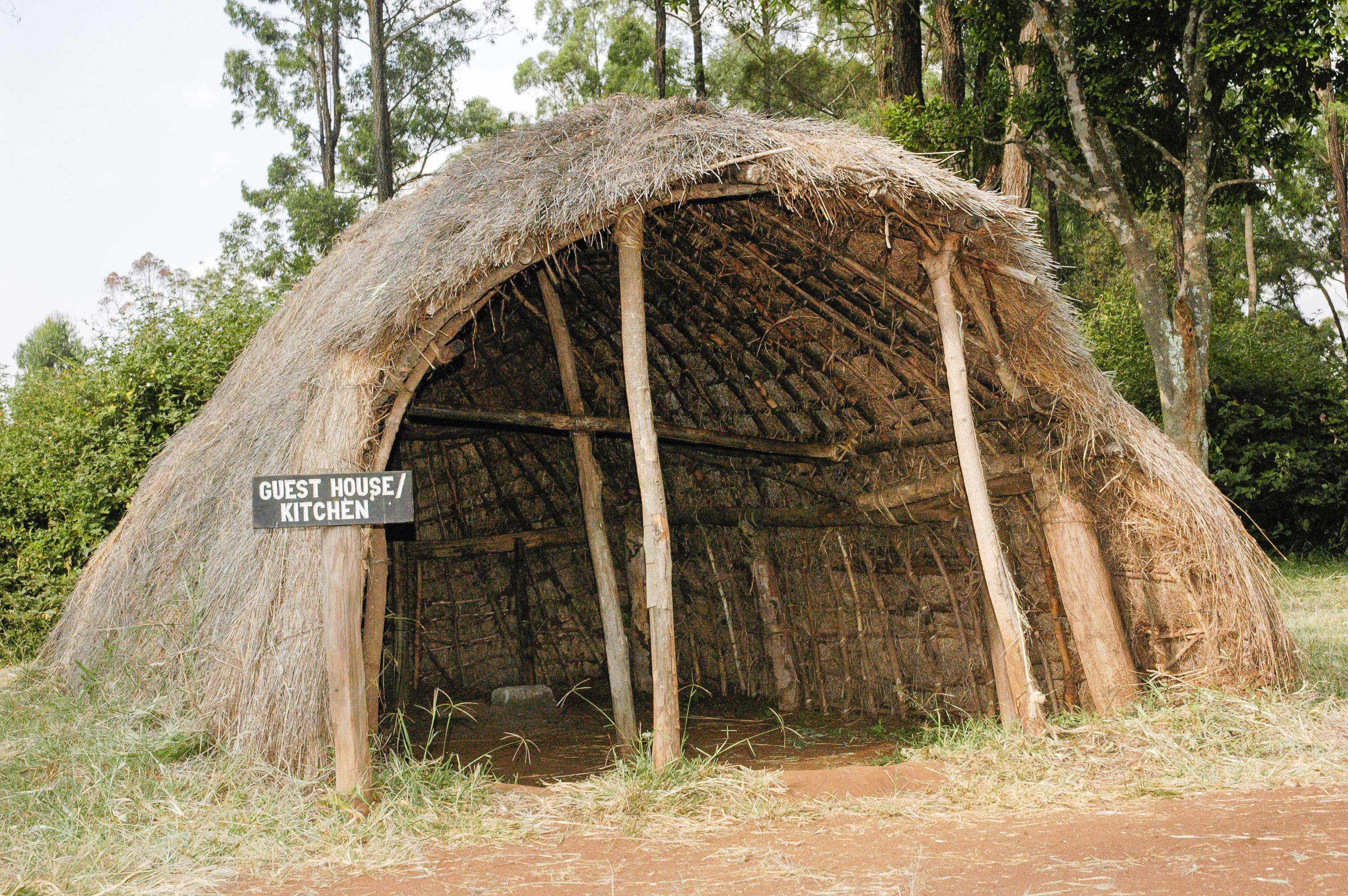
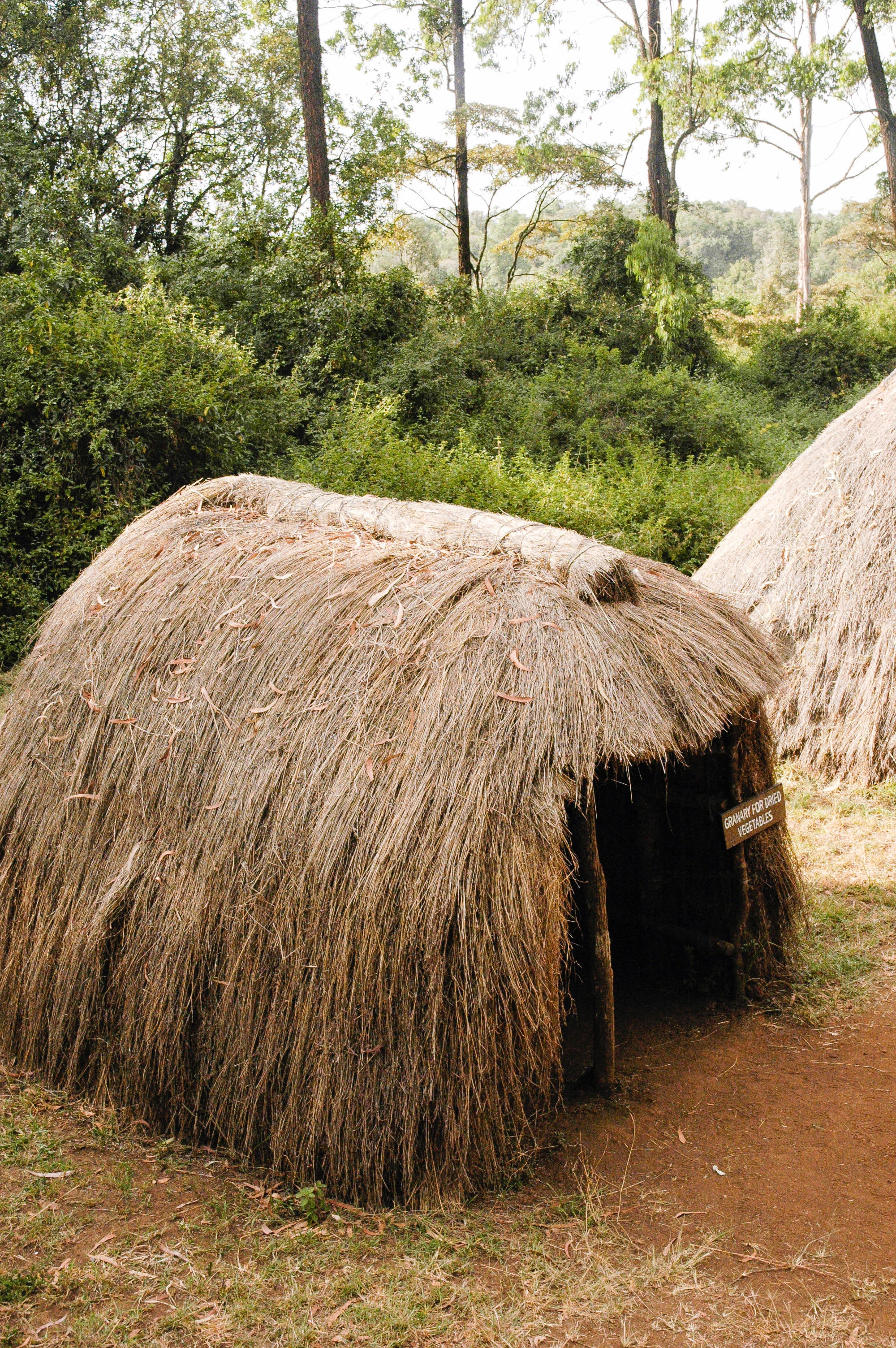
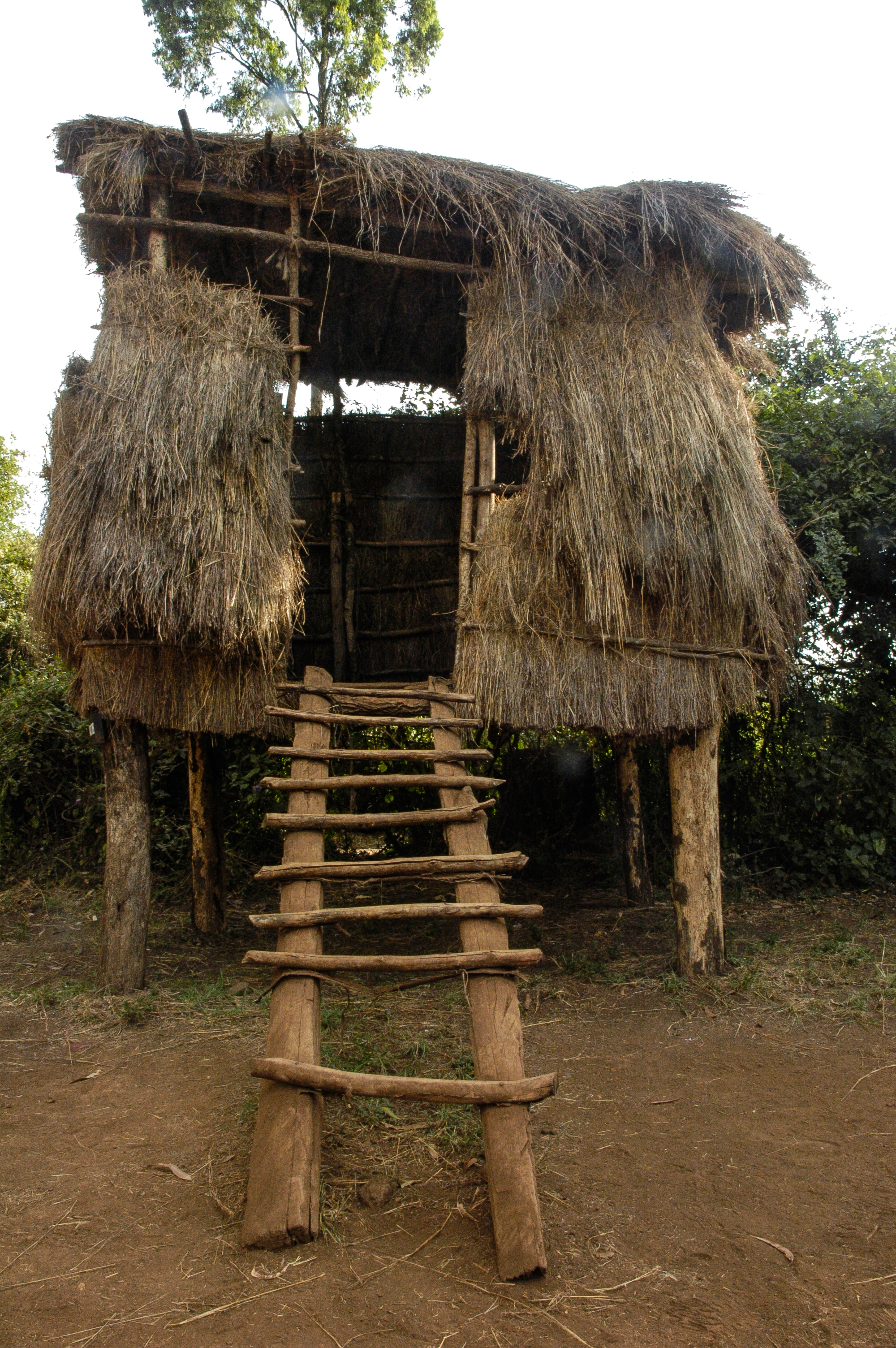

En 1971 le gouvernement kényan a établi un village touristique, Bomas of Kenya, près de Nairobi, afin de préserver, maintenir et promouvoir les valeurs culturelles des différentes populations. Des huttes traditionnelles mijikenda y ont ainsi été reconstituées.